# Една калория нежност
„Една калория нежност“ е български 2-сериен телевизионен игрален филм (психологическа драма) от 2003 година на режисьора Иванка Гръбчева, по сценарий на Георги Данаилов. Оператор е Александър Лазаров. Музиката във филма е композирана от Николай Иванов – Ом.

## Сюжет
Майка, отгледала сама двете си деца, решава да потърси щастието отново, но дали най-близките са склонни да ѝ го позволят...
Надежда е разведена, отгледала сама двете си деца и успяла прилично да се реализира в сферата на науката. Тя е пред прага на съдбовно решение – да се омъжи повторно.
Дъщеря ѝ Мария заминава на специализация, а синът ѝ Стефан – да служи в армията. Надежда възнамерява да се събере с човека, когото обича, да защити докторска дисертация и да заживее спокойно и хармонично. Тя решава да сподели своите намерения с най-близките си хора. Реакциите са неочаквани и драматични .

## Актьорски състав
| Роля               | Изпълнител           |
| ------------------ | -------------------- |
| майката на Надежда | Цветана Манева       |
| Надежда            | Мария Каварджикова   |
| Лиляна             | Пламена Гетова       |
| Радослав           | Валентин Ганев       |
| Петър              | Марин Янев           |
| Мария              | Мариана Жикич        |
| Стефан             | Дарин Ангелов        |
| Катето             | Евгения Александрова |
| доктора            | Стойчо Мазгалов      |
| ухажор от магазина | Димитър Рачков       |
| фризьор            | Евгени Петров        |
| цветарка           | Нели Топалова        |